# Anànios
Anànios (en llatí Ananius, en grec antic Ἀνάνιος) fou un poeta iàmbic grec contemporani d'Hipponax (aproximadament sobre l'any 540 aC).
Se li atribueix l'invent del vers satíric iàmbic, anomenat scazon o coliamb, que s'atribueix igualment a Hipponax. Es conserven alguns fragments citats per Ateneu i publicats per Welcker amb el títol de Hipponactis et Ananii Iambographorum Fragmenta, (pàgina 109 i següents).